# Harris Wofford
Harris Llewellyn Wofford, född 9 april 1926, död 21 januari 2019, var en amerikansk politiker och medlem i det demokratiska partiet och var senator från Pennsylvania från 1991 till 1995.
Republikanen John Heinz avled i en flygolycka den 4 april 1991. Den 8 maj utnämnde delstatens guvernör Robert P. Casey demokraten Wofford som Heinz efterträdare i senaten. I november samma år besegrade Wofford tidigare guvernören och justitieministern Dick Thornburgh för att få sitta kvar i senaten till januari 1995, dvs. till slutet av Heinz mandatperiod. En hel mandatperiod lyckades Wofford däremot inte med att skaffa; i följande val förlorade han knappt mot kongressledamoten Rick Santorum.